# 王家岗乡
王家岗乡，是中华人民共和国河南省信阳市淮滨县下辖的一个乡镇级行政单位。

## 行政区划
王家岗乡下辖以下地区：
王岗村、丁岗村、董庄村、费湾村、李营村、立城村、刘寨村、马岗村、马关村、毛庄村、浅孜村、四河村、代庄村、吴岗村、武村、小围村、新村、徐营村、杨庄村、郑营村和邬岗村。